# Joseph Serge Miot
Joseph Serge Miot (Jérémie, 23 de novembro de 1946 – Porto Príncipe, 12 de janeiro de 2010) foi um arcebispo católico do Haiti. Ele foi o nono arcebispo de Porto Príncipe, servindo de 2008 até sua morte durante o sismo do Haiti de 2010.

## Biografia
Miot nasceu em Jérémie, Grand'Anse em 23 de novembro de 1946. Ele foi ordenado ao sacerdócio em 4 de julho de 1975 na Diocese de Jérémie, por Dom Rémy Jérôme Augustin, SMM.
Em 29 de julho de 1997, ele foi nomeado arcebispo coadjutor de Port-au-Prince pelo Papa João Paulo II, porque as pessoas estavam descontentes com o suposto incentivo do arcebispo François-Wolff Ligondé ao movimento golpista - os escritórios arquidiocesanos eram queimados em retribuição.  [carece de fontes?] O Arcebispo Miot recebeu sua consagração episcopal no dia 12 de outubro seguinte do Arcebispo Christophe Pierre, Núncio Apostólico no Haiti, com os Arcebispos François Gayot, SMM e Ligondé servindo como co-consagradores.
Durante sua gestão, denunciou a prisão de pe. Gérard Jean-Juste pelo governo do Primeiro Ministro Gérard Latortue; Miot mais tarde suspendeu o padre Jean-Juste depois que o padre desobedeceu às ordens de não se apresentar como candidato político. [carece de fontes?]
Miot sucedeu Ligondé, tornando-se o nono arcebispo de Port-au-Prince após a renúncia deste último em 1 de março de 2008.
A Catedral de Porto Príncipe, os escritórios da arquidiocese e muitas outras igrejas foram destruídos pelo terremoto de 12 de janeiro de 2010. Miot foi morto quando a força do terremoto o jogou de sua varanda na nunciatura papal. O Arcebispo Bernardito Auza, Núncio Apostólico no Haiti, Administrador Apostólico da Arquidiocese, disse que originalmente buscava um sepultamento imediato para Miot, mas que isso entraria em conflito com a tradição local. Miot foi enterrado no cemitério Lilavois em 23 de janeiro de 2010, imediatamente após sua missa fúnebre. Celebrantes presidindo a missa fúnebre incluídos Timothy Dolan, arcebispo de Nova York e presidente do conselho da Catholic Relief Services; Thomas Wenski, bispo de Orlando; e o Arcebispo Bernardito Auza.

## Ordenações episcopais
Joseph Serge Miot foi o principal sagrante da ordenação episcopal de:
- Joseph Gontrand Décoste, S.J.

Foi o principal co-sagrante da ordenação episcopal de:
- Chibly Langlois